# Ewa (Vorname)
Ewa ist ein weiblicher Vorname.

## Herkunft und Bedeutung
Ewa ist in der polnischen Sprache und in Schweden als Form von Eva gebräuchlich.

## Bekannte Namensträgerinnen
- Ewa Augustyn (* 1989), polnische Fußballschiedsrichterin
- Ewa Aulin (* 1950), schwedische Filmschauspielerin
- Ewa Bem (* 1951), polnische Sängerin (Jazz/Pop)
- Ewa Borowski (* 1971), deutsch-polnische Filmproduzentin
- Ewa Chodakowska (* 1982), polnische Fitnesstrainerin und Autorin
- Ewa Da Cruz (* 1976), norwegische Schauspielerin und Model
- Ewa Dałkowska (1947–2025), polnische Schauspielerin
- Ewa Demarczyk (1941–2020), polnische Musikerin und Schauspielerin
- Ewa Ernst-Dziedzic (* 1980), österreichische Politikerin (Die Grünen) und Politologin
- Ewa Farna (* 1993), polnisch-tschechische Sängerin
- Ewa Fröling (* 1952), schwedische Schauspielerin
- Ewa Gawryluk (* 1967), polnische Schauspielerin
- Ewa Klamt (* 1950), deutsche Politikerin (CDU)
- Ewa Kłobukowska (* 1946), polnische Leichtathletin
- Ewa Kopacz (* 1956), polnische Ärztin und Politikerin, 2014/15 Ministerpräsidentin von Polen
- Ewa Laurance (* 1964), schwedische Poolbillardspielerin
- Ewa Lipska (* 1945), polnische Dichterin und Schriftstellerin
- Ewa Michnik (* 1943), polnische Dirigentin und Generalmusikdirektorin
- Ewa Müller (* 1984), polnische Musikerin, siehe Schwesta Ewa
- Ewa Nowicka (* 1987), polnische Handballspielerin
- Ewa Osińska (* 1941), polnische klassische Pianistin
- Ewa Pajor (* 1996), polnische Fußballspielerin
- Ewa Paradies (1920–1946), deutsche KZ-Aufseherin
- Ewa Podleś (1952–2024), polnische Sängerin (Stimmlage Alt)
- Ewa Rydell (* 1942), schwedische Turnerin
- Ewa Sonnet (* 1985), polnisches Fotomodell und Popsängerin
- Ewa Strömberg (1940–2013), schwedische Schauspielerin
- Ewa Teilmans (* 1955?), deutsche Theater- und Opernregisseurin und Theaterschauspielerin
- Ewa Wiśnierska (* 1971), polnische Gleitschirmpilotin
- Ewa Wiśniewska (* 1942), polnische Schauspielerin
- Ewa Ziętek (* 1953), polnische Theater- und Filmschauspielerin
- Ewa Żyła (* 1982), polnische Fußballspielerin